# Club de Deportes Puerto Montt
Club de Deportes Puerto Montt är en fotbollsklubb från staden Puerto Montt i södra Chile. Klubben bildades den 15 augusti 1983.